# Fermín Aldeguer
Fermín Aldeguer Mengual (Murcia, 2005. április 5. –) spanyol motorversenyző, a MotoGP-ben a Gresini Racing versenyzője.

## Pályafutása

### A kezdetek
Két évesen ült először motorra, majd hat éves volt első versenyén. 2013-ban a Motodes minimoto Alevín B bajnokságban harmadik lett, míg a Spanyol Kupában Speed minimotos Alevín B kategóriában negyedik. 2014-ben a Levante Mini GP 110 kupa bajnoka volt, és debütált a Cuna de Campeones mini GP 110 bajnokságban.
2015-ben a Spanyol bajnokságban és a Cuna de Campeonesben is ötödik helyen végzett az évvégi összetett bajnokságban a Mini GP 110-es kategóriában. A Levante Kupában és a Murciano regionális sorozatban is jól szerepelt Mini GP 140-ben, mindkét versenyen 2. helyen végzett. 2016-ban már mindkét sorozatban bajnok lett a Mini GP 140 és Maxi GP 220 XL kategóriában. 2018-ban és 2019-ben részt vett az European Talent Cup-ban, majd felkerült a FIM Moto2 Európa-bajnokságba, ahol 2020-ban a Superstock 600-as kategória győztese lett. 2021-ben Moto2 Európa-bajnok lett a Team Ciatti csapatával egy Boscoscuróval, és minden versenyen dobogón végzet.

### MotoE
2021-ben a MotoE-világkupában az Aspar Racing csapatával indult és az osztrák nagydíjon pole-pozíciót szerzett és végül a negyedik helyen ért célba, ami a szezon során a legjobb helyezése lett.

### Moto2

#### 2021–2022
2021-ben a Speed Up csapatánál többször is beugrott helyettes versenyzőként a Moto2-ben Yari Montella helyett. Legjobb helyezése a hetedik hely lett az aragóniai nagydíjon, majd a szezon végén három évre szóló szerződést kötött a csapat vele. 2022-ben a harmadik versenyhétvégén Argentínában a középső géposztály legfiatalabb pole-pozíciósa lett 16 évesen és 332 naposan, amivel Jorge Lorenzo rekordját adta át a múltnak. Ausztráliában második rajtelsőségét is megszerezte körrekorddal, majd a futamon a negyedik helyen ért célba. Ezt a pozíciót a szezonzáró valenciai nagydíjon megismételte és az összetett bajnoki tabellán a tizenötödik helyen fejezte be 80 ponttal.

#### 2023–2024
A következő szezonban is maradt a csapatnál és továbbra is Alonso López volt a csapattársa. A kilencedik versenyhétvégén a brit nagydíjon első Moto2-es győzelmét szerezte meg. Indonéziában és Ausztráliában a harmadik helyen ért célba. A szezon utolsó négy versenyét megnyerte. A thai és a maláj nagydíjon is pole-pozícióból tudott győzelmet szerezni. A katari futamon ismét győzni tudott. A szezonzáró valenciai versenyen nyert, amivel sorozatban a negyedik, a szezonban az ötödik győzelmét aratta, ennek köszönhetően a bajnoki összetett tabellán a bronzérmet szerezte meg. Ezzel a négy győzelemmel beállította Toni Elías 2010-ben felállított rekordját a középső géposztályban.
2024-ben a harmadik versenyen szerezte meg első dobogóját, miután az Circuit of the Americas versenypályán a harmadik helyen ért célba. A következő versenyhétvégén az első rajtkockából sikerült megnyernie a spanyol nagydíjat. Hollandiában ismét pole pozíciót ért el, de a futamon az első helyen haladt amikor a 14. körben pályaelhagyások miatt összeszedett egy hosszú körös büntetést, ami után sikerült végül ezüstérmesként befejeznie a futamot. A következő német versenyen szezonbeli második győzelmét szerezte meg. Ausztráliában Arón Canettel az utolsó körökben oda-vissza előzgették egymást, majd végül győzni tudott. Thaiföldön az 1. körben nagyon mély féktávot vett, de elszámította magát, aminek következtében nekiment Arbolinónak és mindketten kiestek, majd az orvosi központban a bal kezében törést diagnosztizáltak, amelyet meg kellett operálni és nem indulhatott a következő fordulóban. A szezont az összetett bajnokságban az 5. helyen fejezte be.

### MotoGP
2023. novemberében ajánlatot kapott a királykategóriában szereplő Hondától, mint Marc Márquez lehetséges utódja. A Honda Luca Marinit szerződtette, majd Alessio Salucci elismerte, hogy az olasz pilóta helyére esélyes Aldeguer a VR46-nál. Csapata végül nem engedte, hogy távozzon. 2024 januárjában a Ducatinál is felmerült a szerződtetése. 2024. március 18-án hivatalosan jelentették be, hogy 2025-ben a MotoGP-ben fog versenyezni, miután szerződtette a Ducati 2+2 évre. Augusztus 28-án bejelentették, hogy a Gresini színeiben fog bemutatkozni a MotoGP-ben. A szezonnyitó thai nagydíjon a futamon a 13. helyen ért célba. Argentnában a sprintfutamon Miguel Oliveirát kivezette a pályáról, ami miatt mind a ketten elestek, majd a portugál versenyzőt kórházba kellett szállítani, ami miatt a varásnapi futamra hosszúkörös büntetést kapott.

## Magánélete
Menedzsere a korábbi versenyző, Héctor Faubel.

### European Talent Cup
| Év   | Motor | 1      | 2       | 3       | 4       | 5      | 6       | 7       | 8       | 9      | 10    | 11    | Helyezés | Pont |
| ---- | ----- | ------ | ------- | ------- | ------- | ------ | ------- | ------- | ------- | ------ | ----- | ----- | -------- | ---- |
| 2018 | Honda | EST1 3 | EST2 Ki | VAL1 Ki | VAL2 Ki | CAT Ki | ARA1 Ki | ARA2 Ki | JER1 Ki | JER2 4 | ALB 3 | VAL 4 | 10.      | 58   |
| 2019 | Honda | EST    | EST 4   | VAL 2   | VAL 9   | CAT 2  | ARA 6   | ARA 5   | JER 8   | JER 12 | ALB 4 | VAL 2 | 3.       | 126  |

### Teljes FIM CEV Stock600 Európa-bajnokság eredménylistája
| Év   | Motor  | 1      | 2      | 3      | 4      | 5      | 6      | 7      | 8      | 9      | 10     | 11     | Helyezés | Pont |
| ---- | ------ | ------ | ------ | ------ | ------ | ------ | ------ | ------ | ------ | ------ | ------ | ------ | -------- | ---- |
| 2020 | Yamaha | EST1 1 | EST2 1 | POR1 1 | POR2 1 | JER1 1 | JER2 1 | ARA1 2 | ARA2 5 | ARA3 2 | VAL1 2 | VAL2 1 | 1.       | 246  |

### Teljes FIM Moto2 Európa-bajnokság eredménylistája
| Év   | Motor      | 1      | 2      | 3     | 4      | 5      | 6      | 7      | 8      | 9      | 10     | 11     | 12    | Helyezés | Pont |
| ---- | ---------- | ------ | ------ | ----- | ------ | ------ | ------ | ------ | ------ | ------ | ------ | ------ | ----- | -------- | ---- |
| 2021 | Boscoscuro | EST1 1 | EST2 1 | VAL 1 | CAT1 1 | CAT2 1 | POR1 1 | POR2 1 | ARA1 1 | ARA2 T | JER1 1 | JER2 2 | VAL 2 | 1.       | 265  |

### Statisztika
| Szezon   | Géposztály | Motor      | Csapat              | Versenyek | Győzelem | Dobogó | Pole | LKör | Pont | Poz. |
| -------- | ---------- | ---------- | ------------------- | --------- | -------- | ------ | ---- | ---- | ---- | ---- |
| 2021     | MotoE      | Energica   | OpenBank Aspar Team | 7         | 0        | 0      | 1    | 0    | 51   | 9.   |
| 2021     | Moto2      | Boscoscuro | Speed Up Racing     | 8         | 0        | 0      | 0    | 0    | 13   | 25.  |
| 2022     | Moto2      | Boscoscuro | Speed Up Racing     | 20        | 0        | 0      | 2    | 0    | 80   | 15.  |
| 2023     | Moto2      | Boscoscuro | Speed Up Racing     | 20        | 5        | 7      | 3    | 4    | 212  | 3.   |
| 2024     | Moto2      | Boscoscuro | Speed Up Racing     | 19        | 3        | 5      | 3    | 2    | 181  | 5.   |
| 2025     | MotoGP     | Ducati     | Gresini Racing      | 0         | 0        | 0      | 0    | 0    | 0*   | 0.*  |
| összesen | összesen   | összesen   | összesen            | 74        | 8        | 12     | 9    | 6    | 537  |      |

### Eredmények
(Táblázat értelmezése)

(Félkövér: pole-pozícióból indult; dőlt: leggyorsabb kört futott) 

| Év   | Géposztály | Motor      | 1   | 2   | 3   | 4   | 5   | 6   | 7   | 8   | 9   | 10  | 11  | 12  | 13  | 14  | 15  | 16  | 17  | 18  | 19  | 20  | Helyezés | Pont |
| 2021 | MotoE      | Energica   | SPA | FRA | CAT | NED | AUT | SMR | SMR |     |     |     |     |     |     |     |     |     |     |     |     |     | 9.       | 51   |
| ---- | ---------- | ---------- | --- | --- | --- | --- | --- | --- | --- | --- | --- | --- | --- | --- | --- | --- | --- | --- | --- | --- | --- | --- | -------- | ---- |
| 2021 | MotoE      | Energica   | Ki  | 15  | 6   | 7   | 4   | 7   | 7   |     |     |     |     |     |     |     |     |     |     |     |     |     | 9.       | 51   |
| 2021 | Moto2      | Boscoscuro | QAT | DOH | POR | ESP | FRA | ITA | CAT | GER | NED | STY | AUT | GBR | ARA | RSM | AME | EMI | ALG | VAL |     |     | 25.      | 13   |
| 2021 | Moto2      | Boscoscuro |     |     |     |     |     | 12  |     | Ki  |     |     |     | 16  | 7   |     | 21  | 16  | 16  | 17  |     |     | 25.      | 13   |
| 2022 | Moto2      | Boscoscuro | QAT | IND | ARG | AME | POR | ESP | FRA | ITA | CAT | GER | NED | GBR | AUT | RSM | ARA | JPN | THA | AUS | MAL | VAL | 15.      | 80   |
| 2022 | Moto2      | Boscoscuro | 16  | 7   | Ki  | Ki  | 7   | Ki  | Ki  | 14  | 15  | 5   | 11  | 15  | Ki  | Ki  | 6   | Ki  | Ki  | 4   | 10  | 4   | 15.      | 80   |
| 2023 | Moto2      | Boscoscuro | POR | ARG | AME | ESP | FRA | ITA | GER | NED | GBR | AUT | CAT | RSM | IND | JPN | IND | AUS | THA | MAL | QAT | VAL | 3.       | 212  |
| 2023 | Moto2      | Boscoscuro | 13  | 15  | 6   | 10  | 8   | Ki  | 8   | 4   | 1   | 9   | 13  | Ki  | 12  | 22  | 3   | 3   | 1   | 1   | 1   | 1   | 3.       | 212  |
| 2024 | Moto2      | Boscoscuro | QAT | POR | AME | ESP | FRA | CAT | ITA | NED | GER | GBR | AUT | ARA | RSM | EMI | IDN | JPN | AUS | THA | MAL | SLD | 5.       | 181  |
| 2024 | Moto2      | Boscoscuro | 16  | 4   | 3   | 1   | 7   | Ki  | Ki  | 2   | 1   | 12  | 20  | Ki  | 6   | 5   | 4   | 12  | 1   | Ki  |     | 10  | 5.       | 181  |

* A szezon jelenleg is tart.